# Galina Starovoïtova
Galina Vassilievna Starovoïtova (en russe : Гали́на Васи́льевна Старово́йтова), née le 17 mai 1946 à Tcheliabinsk et morte le 20 novembre 1998 à Saint-Pétersbourg, est une militante et personnalité politique russe, assassinée à 52 ans. 
Cette ethnographe, ancienne dissidente soviétique, devenu députée à la Douma, se fait connaître par son combat pour la protection des minorités ethniques, et la promotion de réformes démocratiques en Russie.

## Biographie

### Carrière universitaire
Née dans l'Oural, dans la ville de Tcheliabinsk, d'un père biélorusse et d'une mère russe, Starovoïtova obtient une maîtrise en psychologie sociale à l'Université de Leningrad en 1971. En 1980, elle obtient un doctorat en anthropologie sociale à l'Institut d'ethnographie de l'Académie des sciences de l'URSS, où elle travaille pendant dix-sept ans. Elle effectue ses recherches sur le rôle des groupes ethniques dans les villes soviétiques, un sujet alors sensible. Sa thèse, publiée en 1987, est une étude des Tatars de Leningrad. Elle publie d'autres articles d'anthropologie, d'études interculturelles, se déplaçant dans les zones de conflit du Haut-Karabagh et de l'Abkhazie. 
En 1988, elle est une partisane de l'auto-détermination du Haut-Karabagh, peuplée majoritairement d'Arméniens. En décembre de cette année, elle accompagne Andreï Sakharov dans son voyage en Arménie, Azerbaïdjan et Karabagh où ils tentent une médiation en vain. 
De 1994 à 1998, elle est professeur invité au Watson Institute for International Studies à l'Université Brown situé à Providence aux États-Unis. Elle y tient des conférences sur l'auto-détermination des minorités ethniques.

### Carrière politique
Galina Starovoïtova commence sa carrière politique, en étant élue lors des élections législatives soviétiques de 1989 au Congrès des députés du peuple d'Union soviétique pour l'Arménie. Au Congrès, elle appartient à la faction réformiste, dirigée par Sakharov et qui compte dans ses rangs des personnalités comme Iouri Chtchekotchikhine, Sergueï Iouchenkov ou encore Boris Eltsine. Elle y concentre son travail sur la question des nationalités et la rédaction d'une nouvelle constitution soviétique. Elle défend également les Arméniens du Haut-Karabagh pendant le conflit arménien-azerbaïdjanais. En juin 1990, Starovoïtova est de nouveau élue au Congrès des députés du peuple de Russie, depuis Leningrad, où elle sert jusqu'à sa dissolution en septembre 1993. 
En 1991, Starovoïtova est porte-parole de Eltsine pendant sa campagne victorieuse à la présidence de la fédération de Russie. Elle devient le conseiller présidentiel sur les questions interethniques jusqu'à son remerciement fin 1992,, sous la pression des conservateurs qui lui reprochent d'avoir critiqué le soutien de Moscou aux Ossètes contre les Ingouches dans le Ciscaucasie (Caucase du Nord).
Starovoïtova travaille ensuite à l'Institut pour l'économie en transition de Moscou, au mouvement Russie démocratique, et à l'Institut des États-Unis pour la paix. Avec l'ancien prisonnier politique Sergueï Grigoriants et le financement de George Soros, elle organise des conférences internationales à Moscou dans le milieu des années 1990.
En 1995, elle est de nouveau élue à la Douma, sous la bannière du Parti démocrate, un mouvement qu'elle dirige avec Lev Ponomarev et le prêtre orthodoxe Gleb Yakounine,.
Ardente défenseuse des minorités ethniques et du droit à l'autodétermination, elle tente avec Sergei Kovalev et d'autres de négocier avec Djokhar Doudaïev pour empêcher la première Guerre de Tchétchénie. Ce dernier accepte de retirer son exigence d'indépendance immédiate et d'ouvrir des négociations mais Eltsine, connu notamment par Sergueï Stepachine, directeur du FSB, décide de lancer les opérations militaires. Starovoïtova devient alors très critique à propos de Boris Eltsine.
Starovoïtova s'oppose publiquement à l'omniprésence des services de sécurité en Russie et soutient la nécessité de la lustration (la publication de listes de collaborateurs des services secrets de l'ancien régime). Elle se trouve en opposition avec beaucoup des autres parlementaires.
En avril 1998, elle est à la tête du mouvement Russie Démocratique, devenu un parti officiel, pour les élections prévues en décembre 1999. En août 1998, Ievgueni Primakov, ancien directeur du Service des renseignements extérieurs (SVR), est nommé premier ministre, un choix auquel elle s'oppose. Par ailleurs, Vladimir Poutine est nommé à la tête du Service fédéral de sécurité (FSB), un organe dont elle critique les vastes pouvoirs.

### Assassinat
Starovoïtova est abattue à la porte d'entrée de son immeuble à Saint-Pétersbourg le 20 novembre 1998. L'enquête est dirigée par le Ministre de l'Intérieur Sergueï Stepachine, un membre éminent du parti pro-occidental Iabloko.
Selon l'enquête officielle, le meurtre a été organisé par l'ancien membre de la Direction générale des renseignements de l'armée (GRU) Iouri Koltchine. Toutefois, les personnes qui ont ordonné et payé l'assassinat n'ont jamais été identifiées. En juin 2005, Iouri Koltchine et Vitali Akichine, le tireur, sont reconnus coupables du meurtre et condamnés  respectivement à 20 et 23 ans d'emprisonnement. Youri Choutov (en) est également accusé par l'assistant de Starovoïtova, qui a survécu à l'attaque. Le 28 septembre 2006, Viatcheslav Leliavine est condamné à 11 ans de prison pour son rôle dans l'organisation de l'assassinat. D'autres suspects, Sergueï Moussine, Oleg Fedossov et Igor Bogdanov, sont toujours recherchés.
La dissidente Valéria Novodvorskaïa affirme que ce sont les services de sécurité qui ont décidé d'assassiner Starovoïtova du fait de son influence sur Boris Eltsine et de sa résistance à la nomination de Ievgueni Primakov au poste de Premier ministre. 

## Hommages

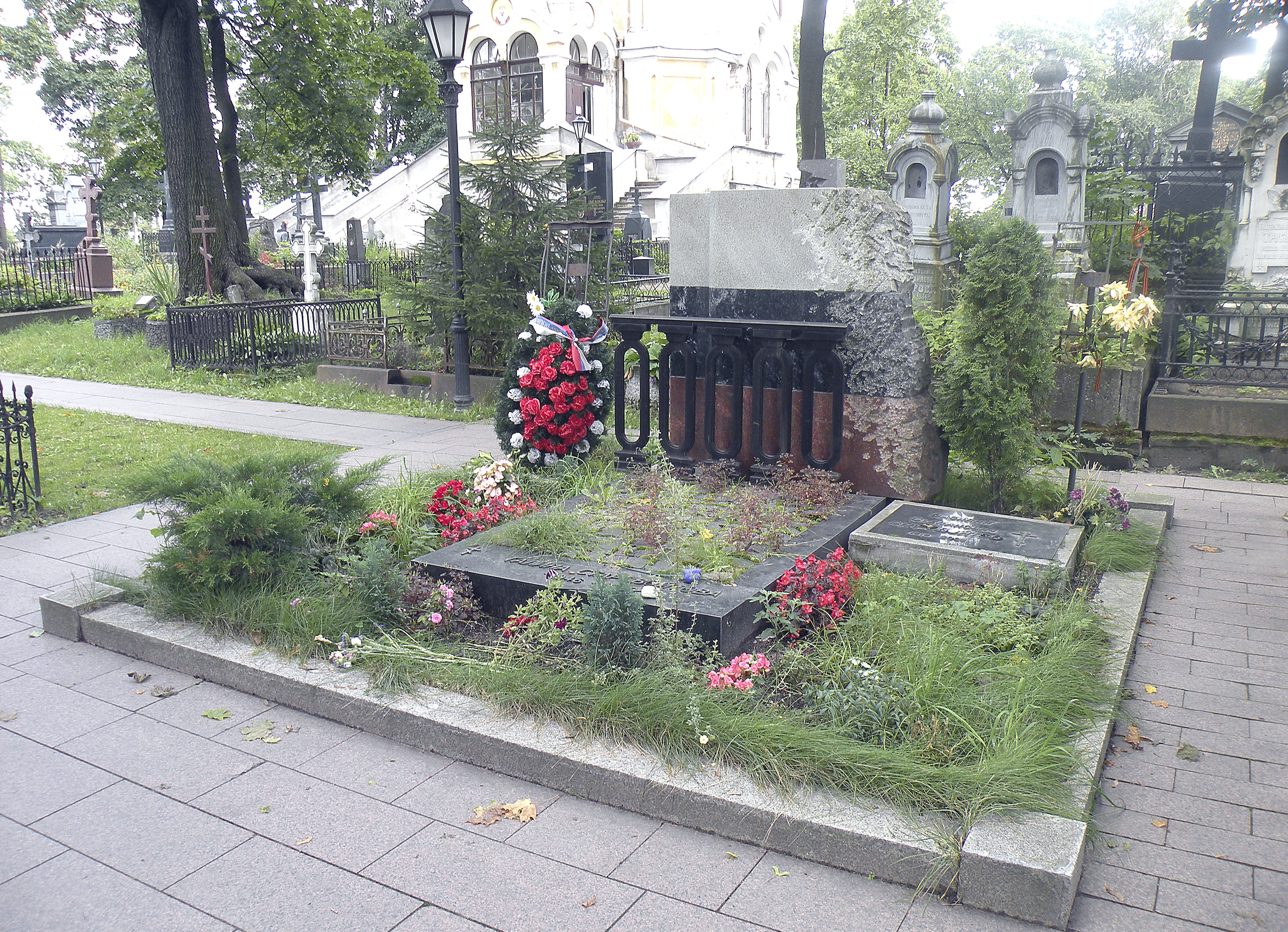
La pierre tombale de Starovoïtova à Saint-Pétersbourg, 2009.

Peu de temps avant sa mort, Galina Starovoïtova crée un prix pour les contributions à la protection des droits de l'homme et la consolidation de la démocratie en Russie, parrainé par Irina Thomason. 
En ont été récipiendaires :
- Gleb Yakounine, prêtre orthodoxe russe
- Larissa Bogoraz, fondatrice du groupe Moscou Helsinki
- Anatoli Sobtchak, ancien maire de Saint-Pétersbourg
- Les mères des soldats de Saint-Pétersbourg
- Iouli Rybakov, ancien député à la Douma
- Valéria Novodvorskaïa, cheffe de l'Union Démocratique

Starovoïtova est enterrée au cimetière Saint-Nicolas de Saint-Pétersbourg. 5 000 personnes assistent à ses obsèques.